# Liste der Wappen im Landkreis Gießen
Diese Liste zeigt die Wappen der Städte und Gemeinden sowie Wappen von ehemals selbständigen Gemeinden und aufgelösten Landkreisen im Landkreis Gießen in Hessen.
In dieser Liste werden die Wappen mit dem Gemeindelink angezeigt.

Wappen des Landkreises Gießen[1]
Lage des Landkreises Gießen in Hessen
Lage des Landkreises Gießen in Deutschland

## Wappen der Stadt mit Sonderstatus im Landkreis Gießen

Kreisstadt Gießen

## Wappen der Städte und Gemeinden
- Stadt
Allendorf (Lumda)[2]
- Stadt
Biebertal
- Gemeinde
Buseck[3]
- Gemeinde
Fernwald[4]
- Stadt
Grünberg
- Gemeinde
Heuchelheim a. d. Lahn
- Stadt
Hungen
- Gemeinde
Langgöns
- Stadt
Laubach
- Stadt
Lich[5]
- Stadt
Linden
- Stadt
Lollar[6]
- Stadt
Pohlheim
- Gemeinde
Rabenau[7]
- Gemeinde
Reiskirchen
- Stadt
Staufenberg
- Gemeinde
Wettenberg

## Wappen ehemaliger Städte und Gemeinden

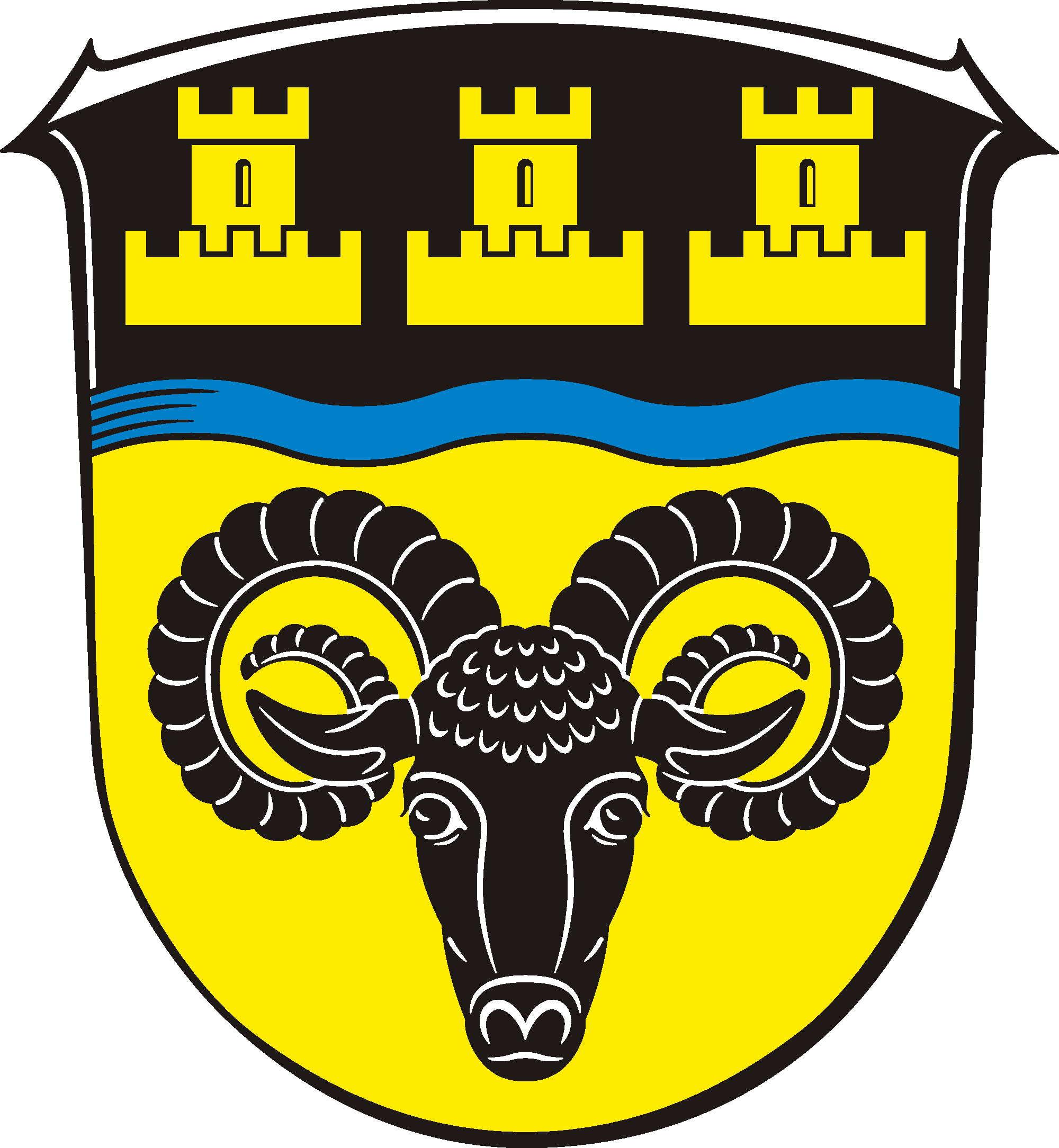
Gemeinde Buseck Ortsteil Alten-Buseck
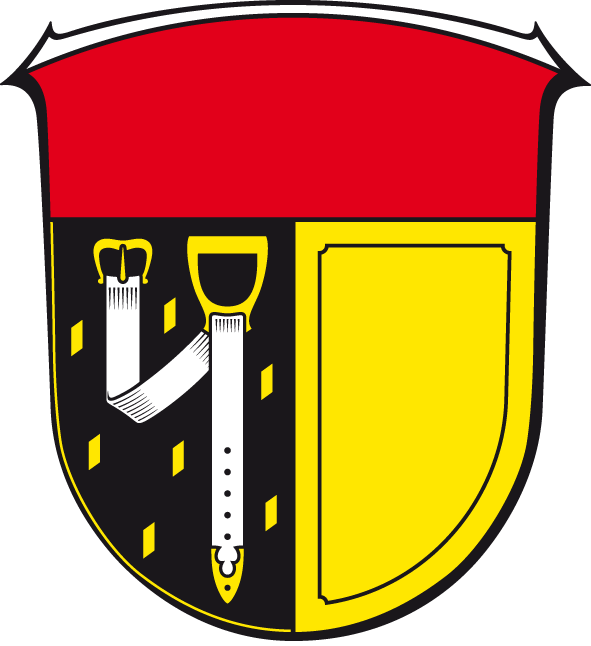
Stadt Hungen Ortsteil Bellersheim
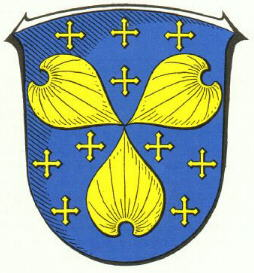
Gemeinde Pohlheim Ortsteil Dorf-Güll
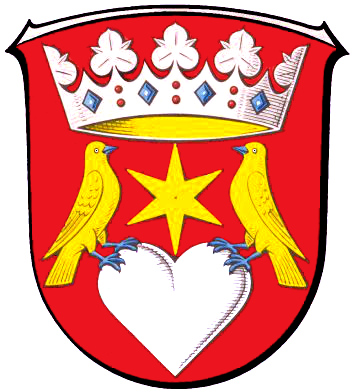
Gemeinde Reiskirchen Ortsteil Ettingshausen
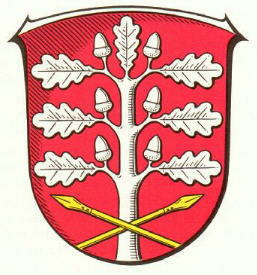
Gemeinde Pohlheim Ortsteil Garbenteich
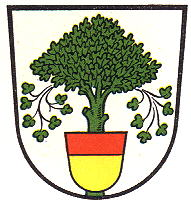
Gemeinde Pohlheim Ortsteil Grüningen
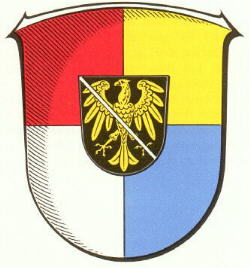
Gemeinde Pohlheim Ortsteil Hausen
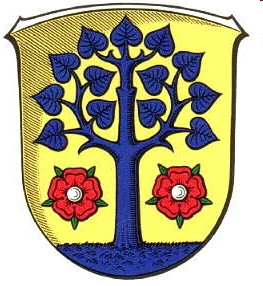
Gemeinde Pohlheim Ortsteil Holzheim
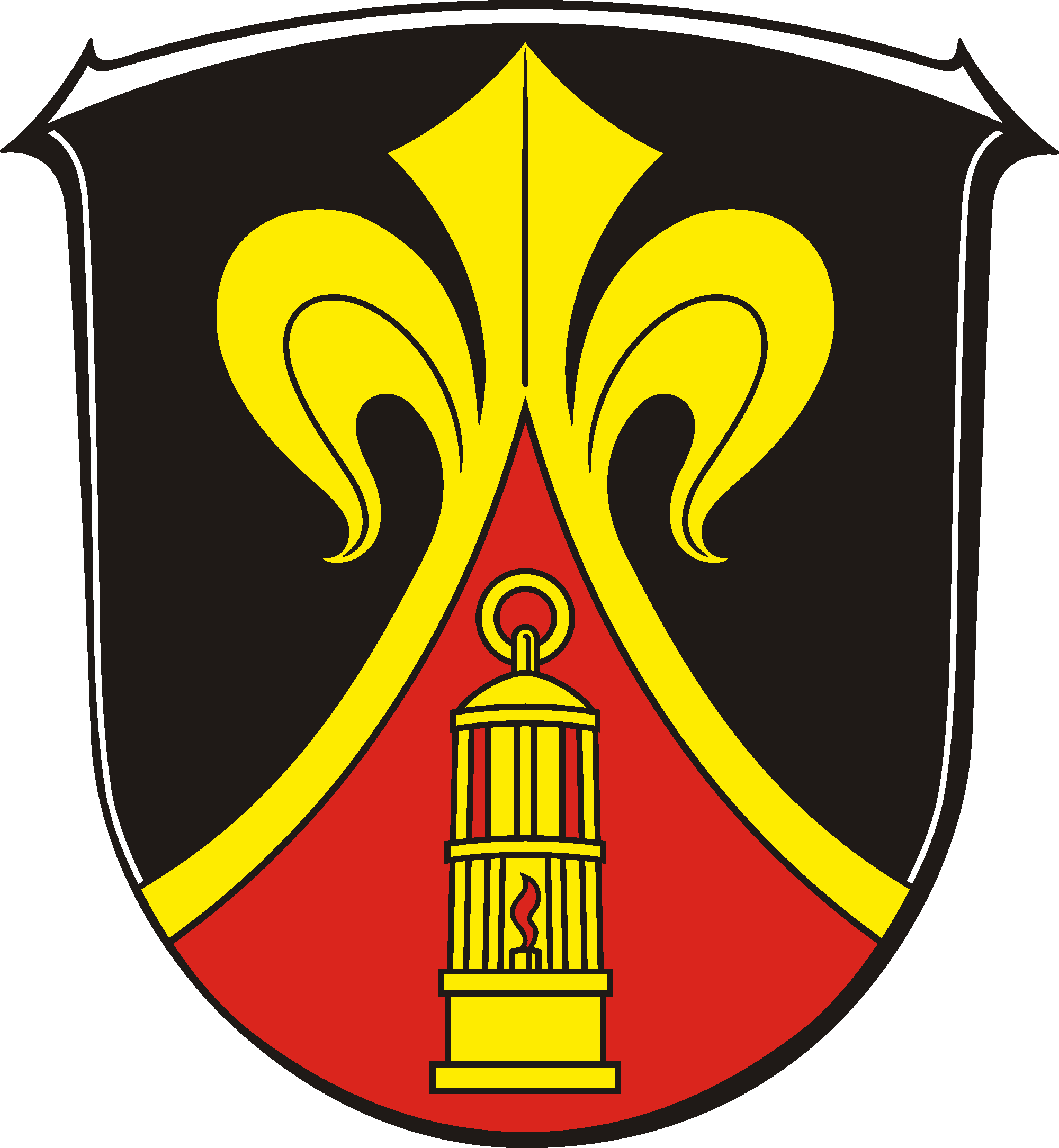
Stadt Hungen Ortsteil Langd
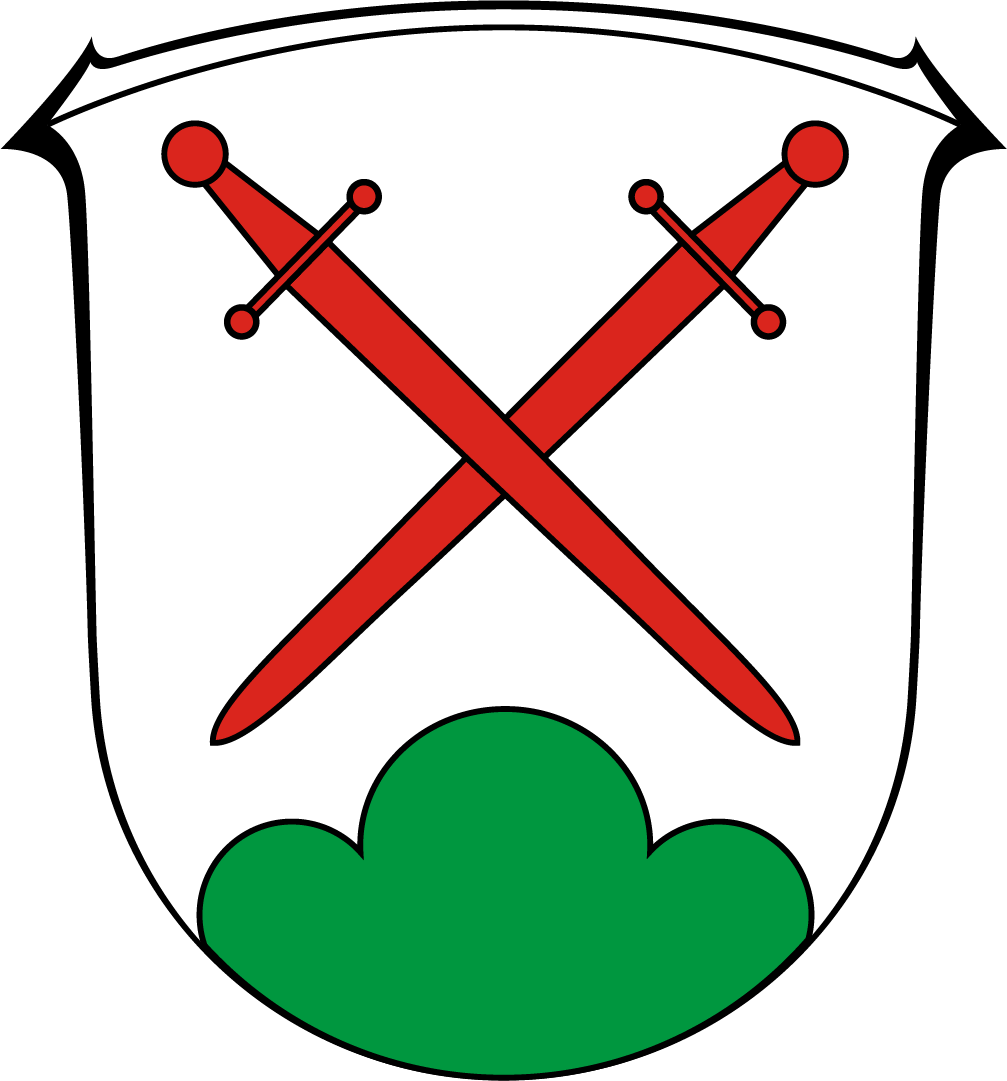
Gemeinde Langgöns Ortsteil Lang-Göns
Stadt Grünberg Ortsteil Lardenbach
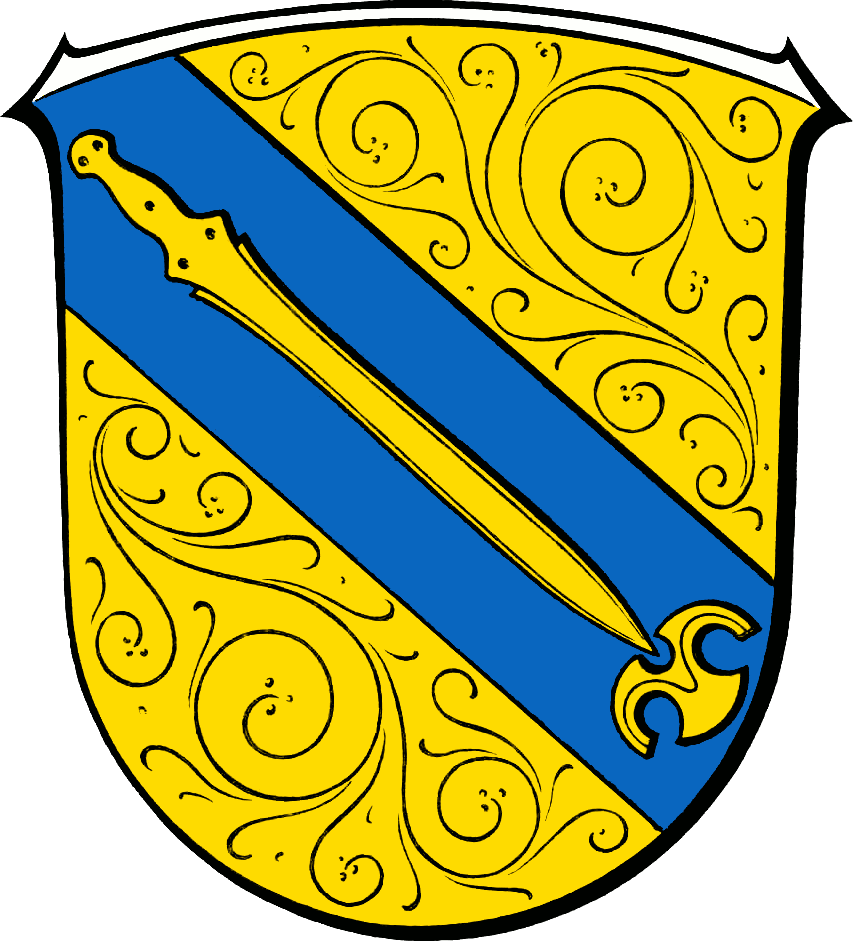
Stadt Lich Ortsteil Muschenheim
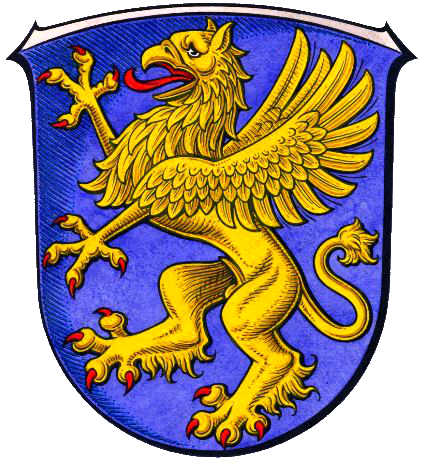
Stadt Hungen Ortsteil Obbornhofen
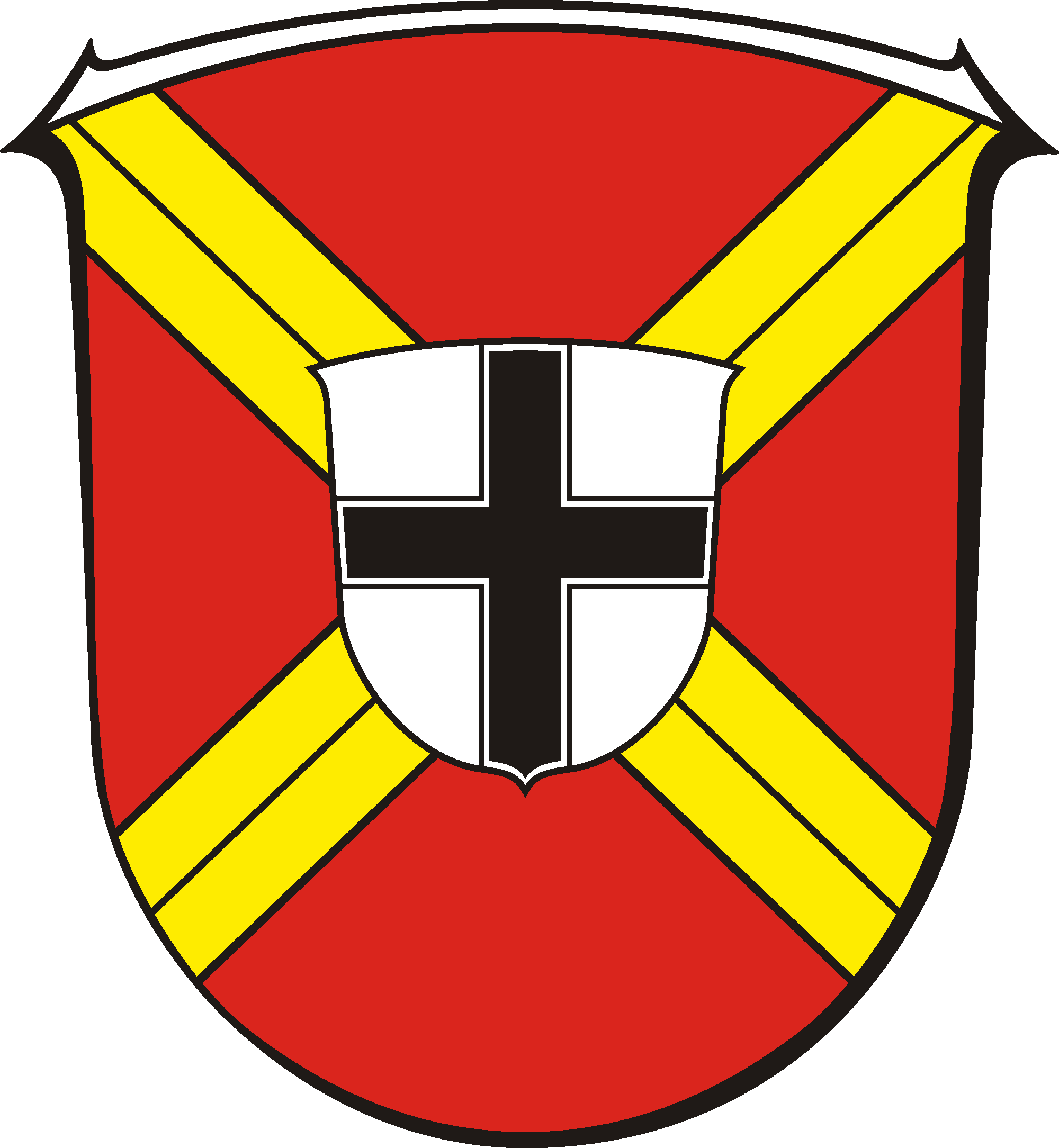
Gemeinde Fernwald Ortsteil Steinbach
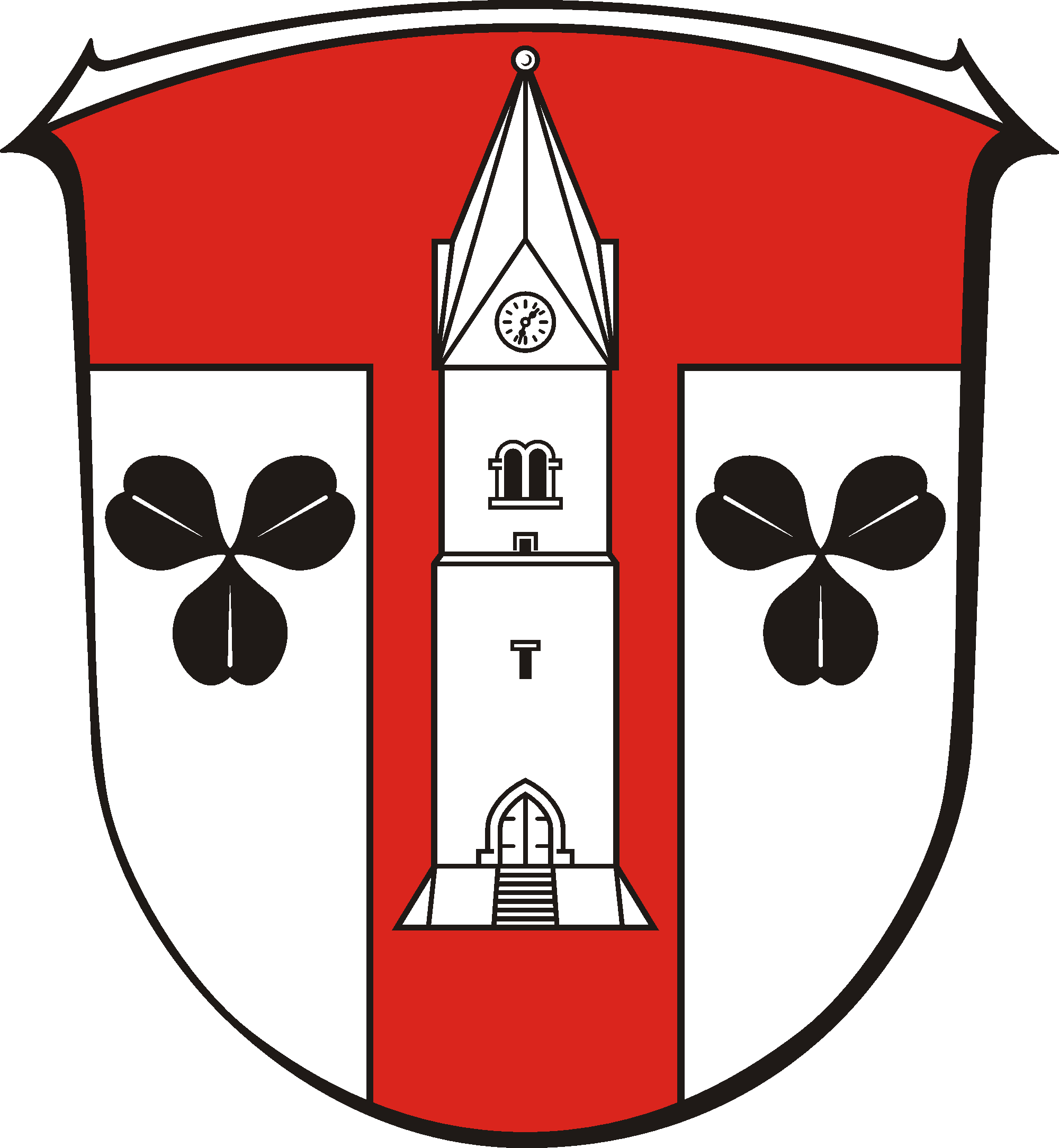
Stadt Staufenberg Ortsteil Treis an der Lumda
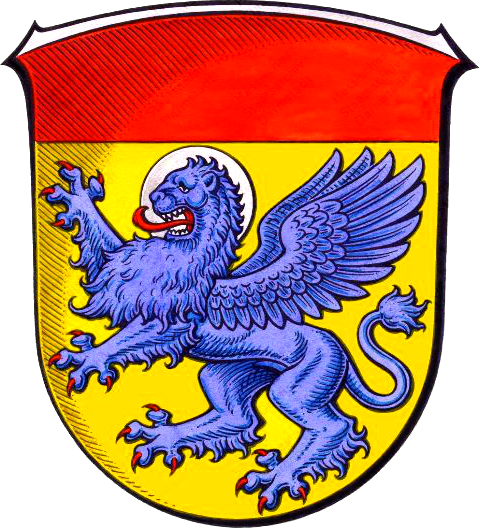
Stadt Hungen Ortsteil Villingen
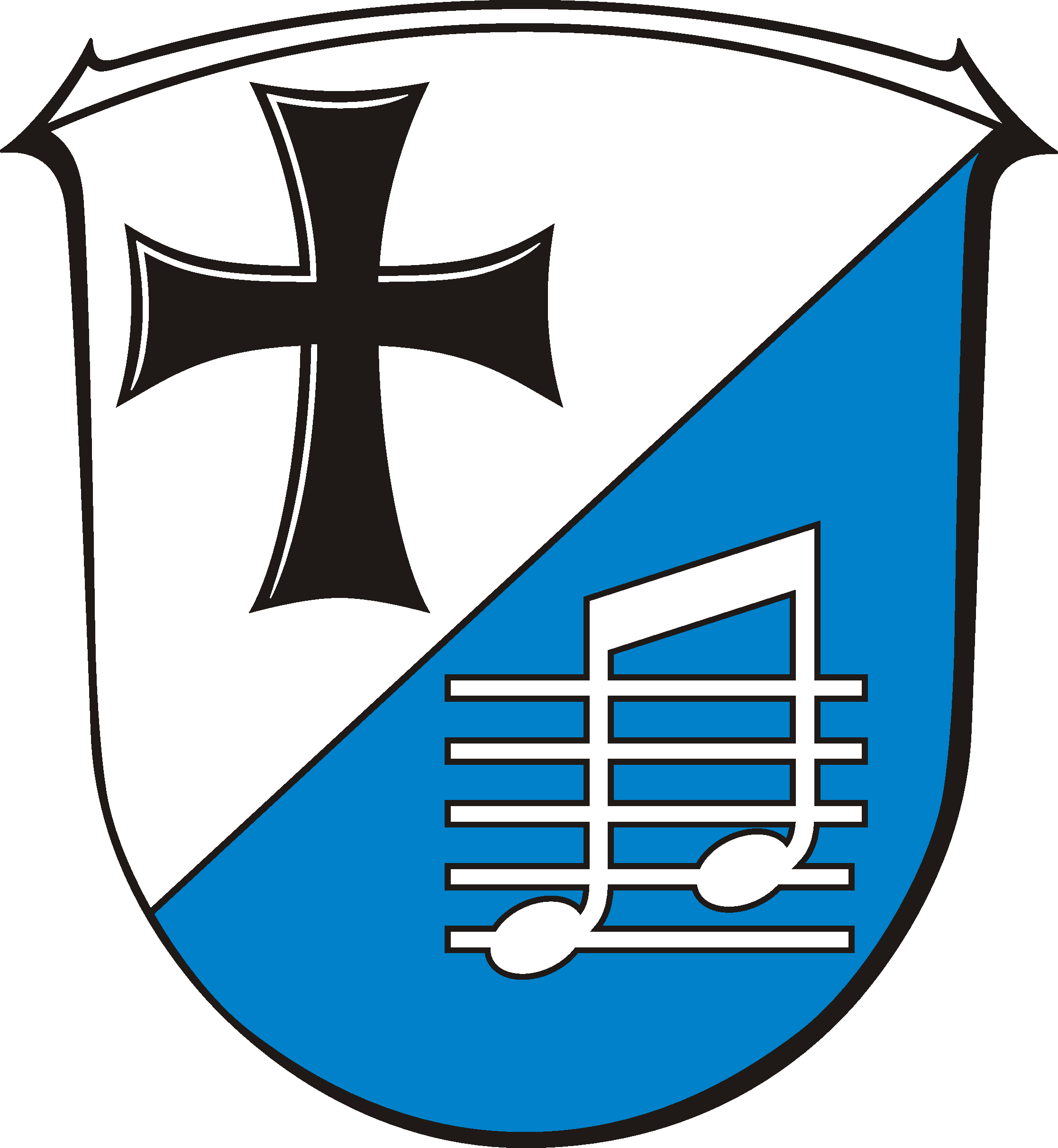
Gemeinde Pohlheim Ortsteil Watzenborn-Steinberg

Gemeinde Buseck
Ortsteil Alten-Buseck[8]
Stadt Hungen Ortsteil Bellersheim[9]
Gemeinde Pohlheim
Ortsteil Dorf-Güll
Gemeinde Reiskirchen
Ortsteil Ettingshausen[10]
Gemeinde Pohlheim
Ortsteil Garbenteich
Gemeinde Pohlheim
Ortsteil Grüningen
Gemeinde Pohlheim
Ortsteil Hausen
Gemeinde Pohlheim
Ortsteil Holzheim[11]
Stadt Hungen
Ortsteil Langd[12]
Gemeinde Langgöns
Ortsteil Lang-Göns[13]
Stadt Grünberg Ortsteil Lardenbach[14]
Stadt Lich
Ortsteil Muschenheim[15]
Stadt Hungen
Ortsteil Obbornhofen[16]
Gemeinde Fernwald
Ortsteil Steinbach[17]
Stadt Staufenberg
Ortsteil Treis an der Lumda[18]
Stadt Hungen
Ortsteil Villingen[19]
Gemeinde Pohlheim Ortsteil Watzenborn-Steinberg

## Blasonierungen
1. ↑  Landkreiswappen: „Geteilt: oben in Silber ein rotes Balkendreieck; unten in Blau ein silbernes Antoniterkreuz.“
2. ↑  Allendorf (Lumda): „In blauem Feld mit schwarzem Schildrand der siebenmal von silber und rot geteilte, golden gekrönte und bewehrte Hessische Löwe.“
3. ↑  Buseck: „Gespalten von gold und schwarz mit einem Bocksgehörn in gewechselten Farben, hervorkommend aus einer von schwarz und silber gespaltenen, erniedrigten eingebogenen Spitze, belegt mit einem dreiblättrigen Kleeblatt in gewechselten Farben.“
4. ↑  Fernwald: „In Blau ein goldenes Schrägkreuz, aufgelegt ein silberner Herzschild mit durchgehendem schwarzen Kreuz.“
5. ↑  Lich: „In Silber ein rotes Schloß mit vier Türmen, darüber ein ungleich rot/gold geteilter Münzenberg-Falkensteiner Schild.“
6. ↑  Lollar: „Schild geteilt. Unten über einem roten, mit einem silbernen 1-Kreuzer-Stück belegten Schild fußoval eine goldene Brücke. Oben in Blau ein silberner, rotbezungter Pferdekopf, rechtsgewendet.“
7. ↑  Rabenau: „In silbernem Feld unter rotem Schildhaupt ein dreigliedriges, schwarzes Kleeblatt.“
8. ↑  Alten-Buseck: „In Gold ein schwarzer Widderkopf; darüber im durch ein blaues Wellenband abgeteilten schwarzen Schildhaupt drei bezinnte goldene Burgen.“
9. ↑  Bellersheim: „Unter rotem Schildhaupt in von Schwarz und Gold gespaltenem Schild vorne ein von rechts nach links über einen goldenen Steigbügel laufender silberner Gürtel mit goldener Schnalle und Spitze, beseitet von 7 goldenen Schindeln.“
10. ↑  Ettingshausen: „In Rot über einem silbernen Herzen mit zwei aufsitzenden, einander zugewandten goldenen Vögeln mit blauen Schnäbeln und Füßen ein goldener sechsstrahliger Stern, darüber eine silberne fünfzackige, mit blauen und roten Steinen belegte Krone.“
11. ↑  Holzheim: „In goldenem Schild eine auf blauem Schildfuß wachsende blaue Linde, beseitet von zwei roten Rosen mit weißen Knospen und grünen Blättern.“
12. ↑  Langd: „In Schwarz eine halbe rote, mit einer goldenen Grubenlampe belegte und von einem goldenen Lilienornament eingefasste Spitze.“
13. ↑  Lang-Göns: „In silbernem Schild über einem grünen Dreiberg zwei gekreuzte rote Schwerter.“
14. ↑  Lardenbach: „In einem von Rot und Silber geteilten Schild drei um eine blaue Blüte in der Mitte des Schildes zueinandergeordnete Weberschiffchen in verwechselter Tinktur.“
15. ↑  Muschenheim: „Auf goldenem damaszierten Schild in blauem Schrägrechtsbalken ein goldenes archaisches Schwert mit Ortband.“
16. ↑  Obbornhofen: „Auf blauem Schild ein goldener, rotbezungter und -bewehrter Greif.“
17. ↑  Steinbach: „In Rot auf ein goldenes Schrägkreuz aufgelegt ein silbernes, mit einem durchgehenden schwarzen Kreuz belegtes Herzschild.“
18. ↑  Treis an der Lumda: „In Silber unter einem roten Schildhaupt ein mit einem silbernen Kirchturm belegter roter Pfahl, beseitet von je schwarzen in der Spitze einander zugeordneten Herzen.“
19. ↑  Villingen: „Unter rotem Schildhaupt in Gold ein rechtsgewendeter, rotbezungter und -bewehrter, geflügelter blauer Löwe mit silbernem Nimbus.“